# Mambe
El mambe o ypadú (en huitoto: jíibie) es un polvo que se obtiene de tostar, moler y cernir las hojas de coca amazónica (Erythroxylum coca var. ipadu) (en uitoto: jibína) mezclándolas generalmente con cenizas de las hojas del árbol Cecropia (llamado cetico, embaúba, yarumo; pudiendo ser Cecropia peltata o Cecropia sciadophylla, entre otras especies) como aditivo alcalino. Es elaborado por pueblos tradicionales como los Uitoto y Tukano en la cuenca amazónica, en el territorio alrededor de las fronteras de Brasil, Colombia y Perú en donde se le llama mambe en la cuenca del río Putumayo e ypadú en la cuenca del río Vaupés.
El mambe se diferencia de la harina de coca en el proceso de tostado del primero.

## Importancia cultural
Al igual que el acullico en los Andes, el mambeo de coca en la amazonía (en uitoto: dute)  es una forma tradicional de consumir las hojas de coca y beneficiarse de sus propiedades nutricionales. No obstante, desde un punto de vista indígena, el objetivo de mambear coca no es solamente hacer uso de la sustancia y sus efectos para cuidar el cuerpo, también entraña una función social.
Del acto de mambear, deriva la palabra mambeadero (en uitoto: jíibibiri) que es utilizada en Colombia para referirse a un espacio ritual, por lo general en una maloca en la amazonía, para reunirse, intercambiar la palabra y tomar decisiones, mientras se hace del uso del mambe y del ambil.

## Preparación
El mambe de coca se prepara de la siguiente manera:
1. Tostado: las hojas maduras se tuestan al fuego, tradicionalmente en una olla de barro.
2. Molido: las hojas tostadas se muelen verticalmente con un pilón.
3. Preparación de las cenizas: se queman por lo general hojas de yarumo (en Colombia, en Perú a este árbol se le conoce como cetico y en Brasil como embaúba)[14]  o tallos de quinua.
4. Mezclado: se mezclan las hojas pulverizadas con las cenizas (10 % de la cantidad de hoja triturada) preparadas en el paso anterior.
5. Tamizado: se tamiza la mezcla varias veces hasta que solo queden las nervaduras de las hojas en el tamiz.

Para usar el mambe, el polvo verde del mambe se coloca en la mejilla mezclándose con saliva y al irse disolviendo se va ingiriendo. Se diferencia de la coca mascada por su sabor ahumado.

### Forma alternativa
En la parte alta de la cuenca del río Igarapé Peritomé, tributario del río Apaporis, en la amazonía de Colombia, Richard Evans Schultes reportó en 1957 que el pueblo tanimuca elabora mambe de manera diferente.  Se utilizan hojas de Ischnosiphon sp. y la resina de Protium heptaphyllum a manera de sahumerio dentro del proceso de elaboración de las cenizas. Al mezclarse el polvo de coca y las cenizas sahumadas, el mambe adquiere un sabor aromatizado.

## Farmacología
La coca amazónica (Erythroxylum coca var. ipadu) se distingue de las otras variedades de coca al poseer la menor cantidad del alcaloide cocaína (0.25 %) en comparación a la coca huánuco o boliviana (Erythroxylum coca var. coca) con 0.63%, la coca trujillense (Erythroxylum novogranatense var. truxillense) con 0.72% y la coca colombiana (Erythroxylyum novogranatense var. novogranatense) con 0.77%.

## Tributos artísticos
- En una escena de la premiada película El abrazo de la serpiente de Ciro Guerra, realizada en Colombia en el 2015, uno de los personajes, el biólogo estadounidense Evans, prepara mambe para Karamakate.[20]

## Galería
|                 |
| Mambe indígena. |

|                                         |
| Mambe, nótese el color verde del polvo. |